# 山特朗布爾 (亞利桑那州)
特朗布爾山（英語：Mount Trumbull）是位於美國亞利桑那州莫哈維縣的一個非建制地區。該地的面積和人口皆未知。

## 地理
特朗布爾山的座標為36°24′43″N 113°19′32″W / 36.41194°N 113.32556°W，而該地的平均海拔高度為1625米（即5331英尺）。